# Mihai Ionescu
Mihai Ionescu (19 novembre 1936 – 19 gennaio 2011) è stato un calciatore rumeno, di ruolo portiere.

## Palmarès

### Club

#### Competizioni nazionali
- Campionato rumeno: 1

Petrolul Ploiești: 1965-1966
- Coppa di Romania: 1

Petrolul Ploiești: 1962-1963